# Revue philosophique de la France et de l'étranger
La Revue philosophique de la France et de l'étranger, publiée à Paris par les Presses universitaires de France, est une revue française de philosophie fondée par Théodule Ribot en 1876.

## Historique
Après sa fondation par Théodule Ribot en 1876, la revue a été continuée par Lucien Lévy-Bruhl, Émile Bréhier, Paul Masson-Oursel, Pierre-Maxime Schuhl et Gustave Belot. D'abord semestrielle, elle devint ensuite bimensuelle en 1934, puis trimestrielle jusqu'en 1946, annuelle de 1947 à 1973, puis redevint trimestrielle.
Par l'éventail très ouvert de ses collaborations, elle a participé à la fondation de la psychologie moderne en France. Chaque numéro propose, outre des articles rédigés par des chercheurs, une recension critique d'ouvrages de philosophie publiés récemment.

## Directeurs de la rédaction
Yvon Brès (depuis 1972) et Dominique Merllié.

## Rédaction
Patrick Cerutti et Marie-Frédérique Pellegrin

## Comité de lecture
Éric Blondel (philosophe), Stanislas Deprez, Henri Dilberman, Vincent Guillin, Jean-Louis Vieillard-Baron

## Conseil scientifique
Serge Audier, Natalia Avtonomova, Eric Blondel, Alain Boutot, Alain Boyer, Geneviève Brykman, Jacqueline Carroy, Jean-Pierre Cavaillé, Georges Chapouthier, Stanislas Deprez, Henri Dilberman, Anne Fagot-Fargeault, Denis Forest, Jean-Marc Gabaude, Vincent Giraud, Vincent Guillin, Christian Jambet, Denis Kambouchner, Eléonore le Jallé, Mai Lequan, Alain de Libera , Catherine Malabou, Isabelle Moulin, André Stanguennec, Pierre Trotignon, Jean-Louis Vieillard-Baron